# KAMIKAZE (ユニット)
KAMIKAZE（カミカゼ）は、日本のプロレス団体DRAGON GATEに所属して現在は「封印」という形であるユニットの名称。

## 歴史
11月16日の大阪大会で、鷹木信悟は当時同じTyphoonに所属していた横須賀享とドリームゲート王座のタイトルマッチを行い勝利する。鷹木はTyphoonに所属した時から横須賀とは度々衝突しており、タイトルマッチの後に横須賀にTyphoon追放を宣告する。しかし、行き過ぎた自己中心的な態度に激怒した斎藤了に、逆にTyphoon追放を言い渡され、自分から脱退した。
以降、鷹木は一匹狼となった。
その後、戸澤塾を卒業した戸澤アキラに度々共闘を呼びかけられる。「俺が鷹木信悟のことを一番理解している（戸澤アキラ談）」とのこと
難色を示していた鷹木だが2008年12月19日遂に戸澤との共闘に応じる。岩佐拓も加わり新ユニット結成を表明。2008年のSummer Adventure Tag Leagueで鷹木信悟とコンビ「鷹龍」を組んでいたドラゴン・キッドが2009年1月11日に加入し、ユニット名を『KAMIKAZE』と発表した。
1月25日にはデビューして初勝利を挙げた近野健一が鷹木から「剣心」のリングネームを付けてもらい近野剣心として加入した。
2月に入り、戸澤、近野が相次いで怪我で戦線離脱してしまう。2月8日の名古屋式イリミネーションマッチでは当初、3対4で戦う予定だったがアンソニー・W・森が助っ人として参戦した。その1週間後にはトライアングルゲート挑戦も控えていた。当初、鷹木、キッド、戸澤の3人で挑戦することになっていたが戸澤の代わりとして岩佐拓が入り、望月成晃から3カウントを奪ってタイトルを奪取した。2月22日には前王者組のリターンマッチを受けたが、これにも勝利し初防衛を果たした。3月22日の両国国技館大会では3WAYマッチになるが防衛、4月15日にはWARRIORS-5のCIMA、Gamma、KAGETORAの挑戦を受けたが敗北。KAGETORAの乾坤一擲を受けた岩佐が欠場に追い込まれた（6月21日に復帰）。
6月26日、REAL HAZARDを脱退したYAMATOが鷹木との共闘を表明し加入。しかし、同時に剣心が負傷欠場。
9月27日、岩佐が首の症状の悪化から、再び長期欠場。　
2009年12月27日、福岡国際センター大会で行われたマスカラ・コントラ・カベジェラ金網サバイバル6WAYマッチにドラゴン・キッドが参戦し、マスクを守ることに成功する。しかし、それ以前からキッドの出場する試合にKAMIKAZEのメンバーがセコンドにつかなかったことから、不信感を抱く。そして2010年1月11日、ドラゴン・キッドが離脱。
アメリカ遠征中の戸澤がYAMATOとDRAGON GATE USAのバックステージ上でメンバー問題について口論となる。YAMATOは「テメェ、とっくにKAMIKAZE辞めてんだろうが！！」戸澤を急襲、事実上の追放を通告した。
2011年5月15日に対Blood WARRIORSに備えて共闘を呼びかけていた望月成晃の説得により一時的に「封印」を宣言。しかしサイバー・コングが離脱し、Blood WARRIORSに加入した。

## メンバー
- 鷹木信悟（リーダー）
- YAMATO
- KAGETORA
- 岩佐拓

## 外国人メンバー
- エル・ジェネリコ
- デイビー・リチャーズ

## 元メンバー
- ドラゴン・キッド
- 近野剣心
- サイバー・コング
- 戸澤陽

## テーマ曲
- KAMIKAZE SOUL / 英二

## 補足
- ユニット名が漢字ではなくローマ字表記にしたのは日本に拘り、世界でも通用するユニット名にしたかったとのこと。
- ZERO1-MAXのKAMIKAZEとは無関係である。
- イメージカラーは赤、白、黒である。また、ドラゴン・キッドは自分のイメージカラーを封印して、ユニットのカラーに合わせたのはこのユニットに所属したのが初めてとなった。
- リーダー:YAMATO、大将:鷹木、筆頭:戸澤の肩書きはメンバーに上下関係がなく横一線であるという意味が込められている。
- KAMIKAZEの試合のときに会場でファンが日章旗や幟を振り回し視界を遮る、紙テープ禁止のワールド記念ホール興行で紙テープを投げるなどのマナー違反行為に対し神田裕之、新井健一郎らから批判を受け、鷹木も自身のブログでこれらの行為への自重を促した。
- 戸澤の海外武者修行、メンバーの負傷欠場の頻発などで全員が揃ったことが無い。YAMATO、鷹木の二人だけで試合を行っていた時期すらある。そのため「呪われたユニット」と揶揄されることもある。